# Austrumi
Austrumi – dystrybucja Linuksa typu Live CD.
Zbudowana na bazie dystrybucji Slackware przez grupę łotewskich programistów z krainy Łatgalia. Obraz ISO dystrybucji zajmuje 307 MB.

## Cechy
- Wsparcie 3D dla kart NVIDIA i Intel.
- Zawiera wszystkie podstawowe programy do pracy i rozrywki.
- Nowoczesny interfejs użytkownika w języku łotewskim, rosyjskim, angielskim, włoskim lub greckim.
- Proste bootowanie z CD, pamięci flash bądź dysku twardego.